# Envenenamiento de Aleksandr Litvinenko
El envenenamiento de Aleksander Litvinenko consistió en el asesinato de Aleksandr Litvinenko, quien se convirtió en la primera víctima confirmada de síndrome de radiación aguda causado por una exposición letal al polonio-210. Según varios médicos, «el asesinato de Litvinenko representa un hito ominoso: el comienzo de una era de terrorismo nuclear».

## Historia
Litvinenko fue un exoficial del Servicio Federal de Seguridad, que escapó de una persecución en Rusia y recibió asilo político en el Reino Unido. Fue autor de dos libros, Volando Rusia: el terror desde dentro y El grupo criminal Lubyanka, donde acusó a los servicios secretos rusos de llevar a cabo las explosiones en edificios rusos y otros actos terroristas para llevar a Vladímir Putin al poder.
El 1 de noviembre de 2006, Litvinenko cayó repentinamente enfermo y fue hospitalizado. Falleció tres semanas después. Las denuncias de Litvinenko acerca de los crímenes del FSB y sus acusaciones públicas, en su lecho de muerte, de que el presidente ruso Vladímir Putin estaba detrás de su rara enfermedad tuvieron como resultado una cobertura mediática en el mundo entero.
Posteriores investigaciones por parte de las autoridades británicas sobre las circunstancias de la muerte de Litvinenko llevaron a serias dificultades diplomáticas entre los gobiernos británico y ruso. Extraoficialmente, las autoridades británicas afirmaron que "estamos seguros al 100% de quién, dónde y cómo administró el veneno"; sin embargo, no dieron a conocer sus pruebas para que pudieran utilizarse en un futuro juicio. El principal sospechoso del caso, un exoficial del Servicio Federal de Protección (FSO), Andréi Lugovói, permanece en Rusia. Como miembro de la Duma Estatal de Rusia, actualmente disfruta de inmunidad. Antes de que el sospechoso fuera electo para la Duma, el gobierno británico intentó extraditarlo sin éxito.